# دائرة الانتقام (فلم)
نسخة أخرى من حكاية الكونت ديمونت كريستو الشهير حول 4 اشخاص يقومون بعملية سرقة وقتل ثم يتخلصوا من أحدهم ليدخل السجن ويخرج منه بعد 15 سنة لينتقم منهم.

## الشخصيات
- نور الشريف: جابر عبد الواحد
- ميرفت أمين
- يوسف شعبان: فتحي
- صلاح قابيل:فؤاد
- إبراهيم خان: شريف
- عمر الحريري
- شويكار
- فتحية شاهين
- مصطفى متولى
- حياة قنديل
- هانم محمد
- محمود فرج
- لوسى

## روابط خارجية
- مقالات تستعمل روابط فنية بلا صلة مع ويكي بيانات
- صفحة العمل علي موقع قاعدة بيانات السينما العربية